# NGC 2747
NGC 2747 (również PGC 25507) – galaktyka spiralna (S), znajdująca się w gwiazdozbiorze Raka. Odkrył ją Albert Marth 29 marca 1865 roku.